# 2005 en Norvège
Chronologie de la Norvège
- 2001
- 2002
- 2003
- 2004
- 2005
- 2006
- 2007
- 2008
- 2009

Cet article présente les faits marquants de l'année 2005 en Norvège ou relatifs à la Norvège.

## Gouvernance
- Harald V est roi de Norvège.
- Kjell Magne Bondevik est le chef du gouvernement jusqu'au 17 octobre puis Jens Stoltenberg lui succède.

## Événements
- Le Prix Nobel de la paix est décerné à l'agence internationale de l'énergie atomique dont le directeur général est Mohamed el-Baradei.
- 12 septembre : les élections législatives sont remportées par l'opposition de gauche[1].
- 13 septembre : le cyclone Maria fait un mort et 9 blessés en Norvège[2].

## Sport
- Les 4e championnats d'Europe de boxe amateur féminins se sont déroulés du 8 au 15 mai 2005 à Tønsberg, Norvège. Organisées par l'European Boxing Confederation (EUBC), les compétitions se sont disputées dans 13 catégories de poids différentes.
- La saison 2005 du Championnat de Norvège de football était la 43e édition de la première division norvégienne à poule unique, la Tippeligaen. Les 14 clubs de l'élite jouent les uns contre les autres lors de rencontres disputées en matchs aller et retour. Après un règne long de 13 années et 13 titres consécutifs de champion de Norvège, le Rosenborg BK perd le titre cette année, puisque c'est le Vålerenga Fotball qui termine en tête du championnat.  C'est le 5e titre de champion de Norvège de son histoire.
- Les championnats du monde de VTT marathon 2005 ont lieu à Lillehammer en Norvège le 20 août 2005.

## Culture
- Factotum est un film américano-norvégien réalisé par Bent Hamer, sorti en 2005. Le film a été présenté en avant première au Festival international du film de Trondheim le 12 avril 2005.
- Manslaughter (Drabet) est un film dramatique danois réalisé par Per Fly et sorti en 2005.
- Next Door (Naboer) est un thriller norvégien réalisé par Pål Sletaune, sorti en 2005.
- Le Regard (النظرة) est un film maroco-norvégien écrit et réalisé par Nour-Eddine Lakhmari sorti en 2005.
- Un ami qui en impose (Pitbullterje) est un film norvégien réalisé par Arild Fröhlich, sorti en 2005.
- Van Veeteren – Borkmanns punkt est un thriller suédo-germano-dano-norvégo-finlandais réalisé par Erik Leijonborg et sorti en 2005. Les personnages principaux sont joués par Sven Wollter, Eva Rexed (sv), Thomas Hanzon (en) et Lars-Erik Berenett (en).
- Vinterkyss est un film norvégien co-écrit et réalisé par Sara Johnsen et sorti en 2005.

## Naissances
- Naissance en Norvège en 2005

## Décès
- Décès en Norvège en 2005